# Neutrallipider
Neutrallipider definieras som hydrofoba molekyler som saknar laddade grupper, t.ex. kolesterylestrar, triglycerider och andra fettsyror. Neutrallipider används till stor del som byggstenar i biomembran. Triacylglycerider och sterylestrar utgör majoriteten av neutrallipider i jäst. Dessa lipider lagras in när celler förses med överskott av näringsämnen.